# Barranc Llobater
El barranc Llobater és un barranc de les comarques del Bages i el Berguedà, que al serrat del Calvari i desemboca al torrent de Rocafesa.